# Московский международный кинофестиваль 2016
XXXVIII Московский международный кинофестиваль проходил в Москве с 23 по 30 июня 2016 года.
Церемонии открытия и закрытия прошли в театре «Россия»; фестивальные картины большей частью демонстрировались в кинотеатре «Октябрь», показы для прессы — в «Государственном театре киноактёра»

## Пресс-конференция на Каннском кинофестивале
18 мая 2016 года в Русском павильоне в Каннах в рамках Каннского кинофестиваля состоялась, как это было и в предыдущие годы, пресс-конференция, посвящённая предстоящему кинофестивалю в Москве. На ней были объявлены члены жюри, некоторые участники основного конкурса, а также фильмы открытия и закрытия.

## Руководство кинофестиваля
- Президент — Никита Михалков
- Программный директор — Кирилл Разлогов
- Председатель отборочной комиссии — Андрей Плахов
- Директор по связям с общественностью — Пётр Шепотинник

## Жюри

### Жюри основного конкурса
- Ивайло Христов[болг.] (Болгария) — режиссёр фильма «Лузеры», завоевавшего на предыдущем ММКФ главный приз кинофестиваля — «Золотого Святого Георгия». Председатель жюри.
- Ульрике Оттингер[нем.] (Германия) — режиссёр, художник, фотограф.
- Рандир Капур[англ.] (Индия) — актёр, продюсер, режиссёр.
- Рашид Нугманов (Франция/Казахстан) — режиссёр, сценарист, продюсер.
- Виктория Исакова (Россия) — актриса.

По словам программного директора ММКФ Кирилла Разлогова, с 2016 года организаторы фестиваля приняли решение предлагать пост председателя жюри основного конкурса режиссёру фильма-победителя предыдущего года. «Это нововведение, благодаря которому мы хотим придать фестивалю некоторую стабильность», — сказал Разлогов.

### Жюри документального конкурса
- Тома Бальмес[фр.] (Франция) — режиссёр, продюсер. Председатель жюри.
- Кшиштоф Гиерат[пол.] (Польша) — директор краковского кинофестиваля.
- Сергей Дебижев (Россия) — режиссёр, сценарист.

## Программы
- Фильм открытия: Ке-ды (Россия, 2016, реж. Сергей Соловьёв)

По мнению Петра Шепотинника, PR-директора ММКФ, «эта картина являет собой новое дыхание, новый стилистический поиск».
- Фильм закрытия: Светская жизнь (США, 2016, реж. Вуди Аллен)

Как и на предыдущем кинофестивале, предусмотрены три конкурса — основной, документальный и короткометражный — а также многочисленные внеконкурсные программы:
- Специальные показы
- Европейская эйфория: Между раем и адом
- 8 1/2 фильмов
- Фильмы, которых здесь не было
- Секс, еда, культура, смерть
- Открытие: Кино бурлящего арабского востока
- Время женщин
- Визуальный киноклуб Ульрике Оттингер[нем.]
- Мой адрес — Москва
- К 120-летию студии «Гомон»
- Свободная мысль. Программа документального кино
- Уголок короткого метра
- Программа российского кино

## Официальная программа

### Основной конкурс
Согласно регламенту ММКФ, в основной конкурс могут быть включены только такие фильмы, для которых их показ на московском кинофестивале будет премьерным.
Некоторые картины основного конкурса были названы на пресс-конференции 18 мая 2016, информация о других фильмах основного конкурса появилась позднее.
Всего в основном конкурсе участвовали 14 фильмов:
- 37 (37, Дания, США), реж. Пук Грастен
- Гнездо горлицы (Гніздо горлиці, Украина), реж. Тарас Ткаченко
- Голос вещей (Sonido de las cosas, Коста-Рика), реж. Ариэль Эскаланте
- Дневник машиниста (Dnevnik mašinovođe, Сербия, Хорватия), реж. Милош Радович[серб.]
- Дочка (The Daughter, Иран), реж. Реза Миркарими
- Козни (La macchinazione, Италия, Франция), реж. Давид Гриеко
- Мари и неудачники (Marie et les naufrages, Франция), реж. Себастьен Бетбедер[фр.]
- Монах и бес (Россия), реж. Николай Досталь
- Память забвения (Quase memoria, Бразилия), реж. Руй Герра
- Пелена (Hamog, Филиппины), реж. Ралстон Джовер
- Поющие башмаки (Пеещите обувки, Болгария), реж. Радослав Спасов
- Худшая из женщин (Choe-ag-ui yeo-ja, Южная Корея), реж. Ким Чжон Кван
- Центр моего мира (Die Mitte der Welt, Германия, Австрия), реж. Якоб Эрва[нем.]
- Эксцентрики (Ekscentrycy, Польша), реж. Януш Маевский

### Конкурс документального кино
- 24 снега / 24 snega
- Винер / Weiner
- Вы уйдёте, я останусь! / Vi idite, ja necu!
- Госпожа Б. История женщины из Северной Кореи / Madame B., Histoire d’une Nord-Coréenne
- Двадцать две / Twenty two
- Магнус / Magnus
- На перепутье: Марина Абрамович и Бразилия / Espaço além — Marina Abramovic e o Brasil
- Проклятие красоты / Zkáza krásou

### Конкурс короткометражных фильмов
- Happy paradise
- Брут / Brutus
- Время выбирать / The day to choose
- Грустный день / Sorry day
- Звонок / The call
- Здравствуйте! Я продюсер Вуди Аллена / Hello, I’m a producer of Woody Allen!
- Каждый 88 / Every 88
- Крио / Kryo
- Любовь есть / Love exists
- Мысли о любви / Ajatuksia rakkaudesta
- Полный селфи / Selfied
- Тонкая грань / Gvulot
- Хесус / Jesus
- Четвёртый / The fourth

## Внеконкурсная программа

### Специальные показы
- Гений / genius
- Жанна Дильман, Набережная коммерции 23, Брюссель 1080 / jeanne dielman, 23, quai du commerce, 1080 bruxelles
- Земля обетованная / ziemia obiecana
- Капитан Фантастик / captain fantastic
- Королева / the queen
- Кровавые бивни / krovavye bivni
- Мухаммад — посланник всевышнего / muhammad: the messenger of god
- Охотники за привидениями / ghost busters
- Охотники за привидениями 2 / ghostbusters ii
- Очи черные / oci ciornie
- Пророчество / nhà tiên tri
- Тупик / pakughi
- Тэли и Толи / teli i toli
- Человек-швейцарский нож / swiss army man

### Спектр
- Граф в апельсинах / graf v apelsinakh
- Дорога к матери / anağa aparar jol
- Запорошенные пеплом / pelnu sanatorija
- Мама и другие сумасшедшие родственники / anyám és más futóbolondok a családból
- Парк / le parc
- Преображение / preobrazhenie
- Современный проект / det moderna projektet
- Шанхайская невеста / una novia de shanghai

### Европейская эйфория: между раем и адом
- В тихом омуте / ma loute
- Загар / suntan
- Море в огне / fuocoammare
- Неизвестная / la fille inconnue
- Панама / panama
- Фаду / fado
- Хорошая жена / dobra žena

### 8 1/2 фильмов
- 11 минут / 11 minutes
- Аттестат зрелости / bacalaureat
- Великие свершения / greater things
- Перикле чёрный / pericle il nero
- Питон и сторож / piton i storozh
- Сьераневада / sieranevada
- Тиккун / tikkun
- Тони Эрдманн / toni erdmann
- Убойный огонёк / mi gran noche

### Фильмы, которых здесь не было
- Бесконечная поэзия / poesía sin fin
- Встречное течение / chang jiang tu
- Конец / the end
- Машина любви / mashina lyubvi
- Развлечение / entertainment
- Тео и Юго в одной лодке / théo et hugo dans le même bateau
- Хельмут Бергер, актёр / helmut berger, actor

### Секс, еда, культура, смерть
- 28:94 местное время / 28:94 teghakan zhamanak
- Sexxx / sexxx
- Колыбельная печальной тайне / hele sa hiwagang hapis
- Порно и свобода / porn e liberta
- Секреты секса и любви / kiki el amor se hace
- Стоять прямо / rester vertical
- Суп мисо для Ханы / hanachan no misoshiru
- Эва не спит / eva no duerme

### Открытие: кино бурлящего арабского востока
- Атака / l’attentat
- Билал: новое поколение героев / bilal: a new breed of hero
- Меня зовут Нуджум, мне 10 лет и я разведена / ana nojoom bent alasherah wamotalagah
- Мимозы / mimosas
- Рай на земле / jannat ala’ard
- Столкновение / eshtebak
- Хеди / inhebek hedi

### Время женщин
- Белая девушка / white girl
- В одиночестве / assolo
- План Мэгги / maggi’s plan
- Путешествие с отцом / neulich die reise mit vater
- Соблазн / córki dancingu

### Русский след
- Lenalove / lenalove
- Акт Магнитского. За кулисами / the magnitsky act — behind the scenes
- Большинство обитающих здесь душ / az itt élő lelkek nagy része
- Исход в Шанхай / exodus to shanghai
- Наша Наташа / nasha natasha

### Голландия плюс
- Будущее истории / history’s future
- Иероним Босх: вдохновленный дьяволом / jheronimus bosch, geraakt door de duivel
- Любовь и дружба / love & friendship
- Млекопитающее / mammal
- МН17: нация скорбит / mh17: het verdriet van nederland
- Моя любимая мумия / dummie de mummie
- Отель «Проблемски» / problemski hotel
- Сибирские зарисовки / sketches of siberia

### Киностудия Сиань. Страницы Истории
- Далекая гора Тяньсюн / yao yuan de tian xiong shan
- К северу через северо-восток / dong bei pian bei
- Красный Гаолян / hóng gāoliáng
- Народные песнопения / lang zai dui men chang shan ge
- Тибетская песнь любви / kang ding qing ge

### Свободная мысль. Программа документального кино
- Бегемот / bei xi mo shou
- Братья / bracia
- Братья / brødre
- Джим: история Джеймса Фоули / jim: the james foley story
- Завтра / demain
- Куда бы ещё вторгнуться / where to invade next
- Лимб / dans les limbes
- Семейное дело / a family affair
- Сонита / sonita

## Ретроспективы

### Карлос Саура в музыке
- Аргентина / zonda: folclore argentino
- Танго / tango
- Фламенко, фламенко / flamenco, flamenco
- Я, Дон Жуан / io, don giovanni

### Ульрике Оттингер. Посвящение
- Дориан Грей в зеркале жёлтой прессы / dorian gray im spiegel der boulevardpresse
- Монгольская Жанна д`Арк / johanna d’arc of mongolia
- Под снегом / unter schnee
- Портрет пьяницы. Билет в один конец / bildnis einer trinkerin. Aller jamais retour
- Тень Шамиссо / chamissos schatten
- Фрик Орландо / freak orlando

### Корея: история и современность. Фильмы Ли Чжун Ика
- Дон Чжу: портрет поэта / dongju
- Король и шут / wang-ui namja
- Надежда / so-won
- Счастливая жизнь / jeul-geo-woon in-saeng
- Трон / sado

### Михаил Кобахидзе. Возвращение
- Зонтик / qolga
- Музыканты / musikosebi
- Свадьба / qortsili

## Специальные программы

### Уголок короткого метра
- Ванна / die badewanne
- Вышка / hopptornet
- Гардеробщица / garderobschitsa
- Жизнь драма / zhizn drama
- Как я стрелял в слона / shooting an elephant
- Короткий фильм про Вонга Кар-Вая / wong kar wai uzerine kisa bir film
- Мое сердце стучит: тук-тук / pitter patter goes my heart

### Российское кино. Год и век
- 21-я кино-правда. Ленинская / kinopravda № 21
- Вам и не снилось… / vam i ne snilos…
- Ёжик в тумане / yozhik v tumane
- Кино-глаз 1924 / kino-glaz 1924
- Лиса и Заяц / lisa i zayats
- Планета бурь / planeta bur
- Пустое место / pustoe mesto
- Разгром немецких войск под Москвой / razgrom nemetskikh voysk pod moskvoy
- Сказка сказок / skazka skazok
- Солярис. Восстановленная версия. Российская премьера / solaris. Restored version
- Счастье / schaste
- Фома Гордеев / foma gordeev
- Цапля и Журавль / tsaplya i zhuravl
- Человек с киноаппаратом / chelovek s kinoapparatom
- Я — Куба / ya — kuba

### К 120-летию студии «Гомон»
- Бель и Себастьян. Приключения продолжаются / belle et sebastien, l’aventure continue
- Высокий блондин в чёрном ботинке / le grand blond avec une chaussure noire
- Глаза без лица / les yeux sans visage
- Горностай / l’hermine
- Дядюшки-гангстеры / les tontons flingueurs
- Молчание моря / le silence de la mer
- Проделки Софи (сонины проказы) / les malheurs de sophie
- Убийца проживает в доме 21 / l’assassin habite au 21
- Французский канкан / french cancan

## Награды фестиваля
Главный приз «Золотой Георгий»
«Дочь» (режиссёр Реза Миркарими, Иран)
Специальный приз жюри «Серебряный Георгий»
«Поющие башмаки» (режиссёр Радослав Спасов, Болгария)
Приз «Серебряный Георгий» за лучшую режиссёрскую работу
Пук Грастен («37», Дания, США)
Приз «Серебряный Георгий» за лучшее исполнение мужской роли
Фархад Аслани («Дочь» Иран)
Приз «Серебряный Георгий» за лучшее исполнение женской роли
Тересе Мальвар («Пелена», Филиппины)
Приз «Серебряный Георгий» за лучший фильм документального конкурса
«Госпожа Б. История женщины из Северной Кореи» (режиссёр Черо Юн, Республика Корея, Франция)
Приз за лучший короткометражный фильм
«Полный селфи» (режиссёр Николь Брендинг, США, Канада)
Призы за вклад в мировой кинематограф
Сергей Соловьёв (Россия)
Карлос Саура (Испания)
Стивен Фрирз (Великобритания)
Специальный Приз «За покорение вершин актёрского мастерства и верность принципам школы К. С. Станиславского»
Марина Неёлова (Россия)
Приз зрительских симпатий
«Дневник машиниста» (Сербия, Хорватия), режиссёр Милош Радович
Приз жюри Международной федерации кинопрессы (ФИПРЕССИ)
Основной конкурс — «Худшая из женщин» (Южная Корея), режиссёр Ким Чжон Кван
Призы ассоциации NETPAC (международной организации по продвижению азиатского кино)
Внеконкурсная программа «Свободная мысль» — «Сонита» (Иран, Швейцария, Германия), режиссёр Рохсаре Гаема Магам
Внеконкурсная программа «8 ½ фильмов», специальное упоминание — «Великие свершения» (Япония, Великобритания), режиссёр Вахида Хакимзаде
Жюри российской кинокритики
Основной конкурс, приз жюри — «37» (Дания), режиссёр Пук Грастен
Основной конкурс, диплом жюри — «Пелена» (Филиппины), режиссёр Ралстон Джовер
Основной конкурс, специальное упоминание — «Память забвения» (Бразилия), режиссёр Руй Герра
Приз Федерации киноклубов России
Основной конкурс — «Дочь» (Иран), режиссёр Реза Миркарими
Основной кункурс, специальное упоминание — «Память забвения» (Бразилия), режиссёр Руй Герра
Лучший фильм российских программ по результатам рейтингового голосования — «Монах и бес» (Россия), режиссёр Николай Досталь
Российская программа — «Золотая рыбка» (Россия), режиссёр Александр Галибин
Приз газеты «Коммерсантъ Weekend»
Основной конкурс — «Голос вещей» (Коста-Рика), режиссёр Ариэль Эскаланте